# Alyssum damascenum
Alyssum damascenum là một loài thực vật có hoa trong họ Cải. Loài này được Boiss. & Gaill. mô tả khoa học đầu tiên năm 1859.